# Каравдін В'ячеслав Володимирович
В'ячеслав Володимирович Каравдін (рос. Вячеслав Владимирович Каравдин; 26 листопада 1984, м. Челябінськ, СРСР) — російський хокеїст, нападник. Виступає за «Сокіл» (Красноярськ) у Вищій хокейній лізі. 
Вихованець хокейної школи «Трактор» (Челябінськ). Виступав за: «Трактор» (Челябінськ), «Мечел» (Челябінськ), «Рубін» (Тюмень).